# Amblyaspis norvegica
Amblyaspis norvegica är en stekelart som beskrevs av Jean-Jacques Kieffer 1912. Amblyaspis norvegica ingår i släktet Amblyaspis och familjen gallmyggesteklar. Inga underarter finns listade i Catalogue of Life.